# Журналістський звіт
Журналістський звіт — жанр журналістики, повідомлення, що передає предмет обговорюваних питань, характеризує мови ораторів, повідомляє про вжиті заходи та рішення.

## Історія жанру
Звіт, як і замітка, по праву вважається найстарішим жанром друку, що має глибоке коріння. Він друкувався ще на сторінках перших газет і журналів, що виходили в 17 столітті в Німеччині, в Англії, Франції і давав відомості про прийоми при королівських та князівських дворах. Пізніше звіти давалися про парламентські засіданнях та дебатах в них. Звіт широко використовується пресою і сьогодні. Поряд з інформацією про найважливіші політичні події, зборах, демонстраціях і т.д.
Журналістський звіт як жанр сформувався на основі репортажів — публікацій, що сповіщали читача про хід судових засідань, парламентських дебатів, різних зборів тощо. Пізніше такого роду «репортажі» стали називати «звітами».

## Жанрові особливості звіту
Специфіка звіту як інформаційного жанру полягає у тому, що в ньому завжди акцентується увага на учасниках події, їхніх виступах, висловлюваннях, вчинках, мотивації поведінки тощо, а не на обставинах події, атмосфері, у якій вона відбувалася. Журналіст повинен представити подію, давши аудиторії максимум інформації про її наповнення, її розвиток, зробити докладний, розгорнутий опис заходу, використовуючи хронологічну послідовність викладу. .
Основні жанрові особливості звіту можна сформулювати так: 
- в основі його лежить максимально повна розповідь про конкретну окрему подію, яку журналіст спостерігав особисто;

- розповідь обмежена визначеними просторово-часовими рамками, які охоплюють дану подію;

- суттєвим змістовим елементом звіту є деталізація події, виклад подробиць, причому в цій якості виступає, як правило, не опис ситуації, а репліки дійових осіб;

- намагаючись впливати на аудиторію і при цьому бути максимально об’єктивним, автор звіту демонструє свою позицію, власне ставлення до описуваної події та висловлювань дійових осіб.

## Види, предмет та мета звітів
За жанром журналістські звіти поділяються на інформаційні та аналітичні.
Предметом інформаційного звіту виступають події, що відбуваються у формі обміну інформацією. Це - різноманітні конференції, засідання, симпозіуми, семінари, зборів та ін Саме в ході їх виробляється «продукція», що являє собою різні плани, заяви, наміри, рішення і т.д., і відтворювальна потенційний об'єкт інтересу аудиторії ЗМІ (хоча, зрозуміло, її можуть цікавити і різні сторони ходу самих конференцій, зборів та інших заходів). Важливим аспектом інформаційного звіту є точність формулювань. Мета інформаційного звіту — повідомити аудиторію про хід зборів, конференції тощо.
Предметом аналітичного звіту є внутрішній зв'язок виступів, доповідей, промов. Мета аналітичного звіту — показати взаємозв'язок тих чи інших суджень, оцінок, висновків, пропозицій, що містяться в промовах виступаючих, з реальними проблемами, ситуаціями, процесами, існуючими в даний момент в житті суспільства і, на основі цього взаємозв'язку винести оцінку виступам учасників того чи іншого форуму, та визначити їх значущість.
За способом подачі журналістські звіти поділяються на:
- Загальні (прямі)
- Тематичні
- Звіти з коментарями

## Класифікація звітів
Поділ звітів на види здійснюється за різними принципами: а) за розміром; б) за тематикою; в) за структурою; г) за призначенням. 

### Види звітів за розміром
1. Сигнальний (хронікальний) звіт.  Найкоротша і найоперативніша форма звіту. Журналісту належить, передаючи максимально стисло перебіг події, вибрати свіжі, оригінальні думки, найактуальніші влучні вислови, які передають головну суть того, що відбулося.

1. Повний інформаційний звіт.  Журналіст має розказати про всі без винятку вузлові епізоди події, чітко й точно назвати всіх дійових осіб, передати зміст виступів, оцінити масштаб поданих фактів, резонансність дій.

1. Розгорнутий інформаційний звіт.  Найбільший за розміром, найдетальніший варіант викладу, який передбачає наведення текстів промов, опис учасників, наведення подробиць, пов’язаних з кожним фактом. Тут можливі й авторське коментування по ходу викладу, й історичні або географічні паралелі, наведення інших думок задля роз’яснення суті.

### Види звітів за тематикою
Залежно від того, на яку тему пишеться звіт,звіти бувають :
- загальнополітичний

- парламентський

- урядовий

- міжнародний

- судовий

- економічний

- науковий

- мистецький

- спортивний та ін.

### Види звітів за структурою
Визначальною рисою у класифікації звітів за структурою є композиція і спосіб, а також мета викладу:
- Прямий інформаційний звіт відтворює подію в хронологічному порядку, тобто в точній логічній відповідності до її розгортання, її ходу, потоку: початок, середина, кінець. Журналіст детально відображає те, що відбулося, нічого не оцінюючи й не коментуючи. Його авторська позиція виражена у відборі фактів, наведенні тих чи інших подробиць, у тому, на яких саме деталях він акцентує увагу читацької (глядацької, слухацької) аудиторії.

- Аналітичний звіт  вносить елемент аналізування, оцінки, а можливо, і прогнозування. Повідомляючи про подію, журналіст осмислює її, дає власну оцінку фактам. Для цього він як докази може залучати додаткові цифри і факти, наводити чиїсь думки з даного приводу, проводити паралелі, асоціювити тощо.

- Тематичний звіт зосереджується на головній темі, яка складає основу, лейтмотив події. Саме ця тема, а не що інше, концентрує довкола себе всю інформацію. Такий  варіант звіту будується не в тому порядку, у якому відбувалася подія, а вибірково, залежно від тих завдань, які ставить перед собою журналіст. Цей вид звіту найбільше активізує позицію автора і допускає значною мірою суб’єктивний виклад. Журналіст може зосередити свою увагу на тому, що він вважає за потрібне, відмовившись від викладу якихось складових частин події, згрупувати виступи, висловлювання людей відповідно до тих чи інших аспектів теми.

- Проблемний звіт має на меті, насамперед, порушити певну проблему, яка виникла на підставі всього побаченого і почутого під час події. Використовуючи весь арсенал журналістських прийомів і власної майстерності, автор, відштовхуючись від конкретного заходу, не лише окреслює суспільно значиму проблему, а й шукає шляхи її розв’язання. Це найбільш складний вид звіту, який вимагає широкої ерудиції, масштабного аналітичного мислення й відповідного авторитету.

### Види звітів за призначенням
Визначальною характеристикою у цій класифікації є видиме ставлення журналіста до описуваної події, з чого й випливає його мета – схвально оцінити, розкритикувати або представити нейтрально, на розсуд аудиторії:
- критичний (негативний) звіт;

- схвальний (позитивний) звіт;

- безоціночний (нейтральний) звіт.